# Союз ТМА-12
Союз ТМА-12 — российский пассажирский транспортный пилотируемый космический корабль, на котором осуществлён сорок первый пилотируемый полёт к международной космической станции. Экипаж семнадцатой долговременной экспедиции к МКС. Первый полёт потомственного (во втором поколении) космонавта. Первый космонавт из Южной Кореи. Первая женщина-космонавт из Южной Кореи.

## Экипаж
Экипаж старта
- (Роскосмос) Сергей Волков (1)[5] — командир экипажа.
- (Роскосмос) Олег Кононенко (1) — бортинженер.
- (KARI) Ли Со Ён (1) — участник полёта.

Экипаж посадки
- (Роскосмос) Сергей Волков — командир экипажа.
- (Роскосмос) Олег Кононенко — бортинженер.
- (космический турист) Ричард Гэрриот — участник полёта.

Дублирующий экипаж
- (Роскосмос) Максим Сураев
- (Роскосмос) Олег Скрипочка
- (KARI) Ко Сан

## Подготовка к полёту
С полётом корабля «Союз ТМА-12» связано несколько интересных фактов. Экипаж составляют три новичка космических полётов. Последний раз экипаж космического корабля «Союз» составляли только новички в 1994 году — это был корабль «Союз ТМ-19», в экипаж которого входили Юрий Маленченко и Талгат Мусабаев. За всю историю полётов кораблей «Союз», только два раза три новичка составляли экипажи кораблей «Союз». Это было в 1969 году: в экипаж корабля «Союз-5» входили Борис Волынов, Алексей Елисеев и Евгений Хрунов; в экипаж корабля «Союз-7» входили Анатолий Филипченко, Владислав Волков и Виктор Горбатко.
Сергей Волков — сын советского космонавта Александра Волкова. Сергей Волков стал первым в мире космонавтом во втором поколении. Сергей Волков был командиром 17-й долговременной экспедиции МКС и пробыл на станции до 24 октября 2008 года.
В экипаж корабля «Союз ТМА-12» входила первая женщина-космонавт из Южной Кореи Ли Со Ён. Она пробыла на станции около 10 суток и вернулась на Землю 19 апреля в корабле «Союз ТМА-11» вместе с Юрием Маленченко и Пегги Уитсон. Это был первый случай, когда в экипаже корабля «Союз» были две женщины и один мужчина.
Об участии в полёте Ли Со Ён стало известно 10 марта 2008 года. До этого она числилась в дублирующем экипаже. Но после того как её соотечественник Ко Сан был замечен в нарушении правил пользования документами космического центра, руководство Роскосмоса приняло решение заменить его на Ли Со Ён.
В 2007 году Ко Сан вывез на родину учебное пособие. Тогда он назвал свой поступок случайной ошибкой. В феврале 2008 он получил доступ к информации под грифом ДСП, не имеющей отношения к его подготовке. Ко Сан не только ознакомился с ними, но и скопировал и переправил на родину. По некоторым сведениям, это были документы по управлению кораблём «Союз». Как космонавт-исследователь знакомиться с ними он не имел права.
Южная Корея стала второй страной, первый космонавт которой — женщина. Как известно, первой такой страной является Великобритания.
19 марта 2008 года, после того как все космонавты сдали последний предполётный экзамен, состав основного и дублирующего экипажей был официально утверждён.

## Демонтаж пироболта
10—11 июля 2008 года был произведён шестичасовой выход в космос Сергея Волкова и Олега Кононенко (ВКД-20а, ISS EVA-20a), во время которого был осмотрен и демонтирован пироболт 8Х55 одного из пяти пирозамков (11Ф732 0101-0А1) спускаемого аппарата «Союза ТМА-12». Данный пирозамок участвует в отстыковке спускаемого аппарата от приборно-агрегатного отсека, и, предположительно, из-за его сбоя произошли баллистические спуски предыдущих двух миссий «Союз ТМА-10» и «Союз ТМА-11» в 2007—2008 годах.
На время выхода в космос станция была законсервирована. Астронавт Грегори Шамитофф (МКС-17) во время операции находился на борту Союза.

## Посадка
24 октября 2008 года «Союз ТМА-12» отстыковался от МКС и через несколько часов в штатном режиме приземлился в заданном районе в Казахстане.